# Parallage intricata
Parallage intricata är en fjärilsart som beskrevs av Paul Dognin 1902. Parallage intricata ingår i släktet Parallage och familjen mätare. Inga underarter finns listade i Catalogue of Life.